# コスモス1001号
コスモス1001号（ロシア語: Космос 1001）はソビエト連邦によるソユーズTの無人宇宙飛行試験機。1978年4月4日にバイコヌール宇宙基地ガガーリン発射台から打ち上げられ、ソユーズT型最初の機体となった。
いくつかの軌道マヌーバを行い、1978年4月15日に地上に帰還。試験自体は成功しなかったという。

## ミッション情報
- 機体: ソユーズ7K-ST
- 重量: 6850 kg
- 乗員: なし
- 打上げ: 1978年4月4日
- 着陸: 1978年4月15日